# Stare Miasto (województwo warmińsko-mazurskie)
Stare Miasto (niem. Altstadt) – wieś w Polsce położona w województwie warmińsko-mazurskim, w powiecie ostródzkim, w gminie Dąbrówno. W latach 1975–1998 miejscowość należała administracyjnie do województwa olsztyńskiego.

## Historia
W czasach krzyżackich wieś pojawia się w dokumentach w roku 1414, podlegała pod komturię w Dąbrównie, były to dobra krzyżackie o powierzchni 32 włók.

## Nazwa
12 lutego 1948 r. ustalono urzędową polską nazwę miejscowości – Stare Miasto, określając drugi przypadek jako Starego Miasta, a przymiotnik – staromiejski.